# Pistacia eurycarpa
Pistacia eurycarpa, jedna od 10 priznatih vrsta iz roda tršlja ili pistacija. Domovina su joj Afganistan, Armenija, Iran, Irak, Pakistan, Sirija i Turska. 
To je višegodišnji grm ili manje stablo koje raste na stjenovitim ili kamenitim padinama škriljca ili vapnenca, na nadmorskim visinama između 1.100 i 1.800 m (Babac 2004, Bakis et al. 2011, Al-Saghir i Porter 2012).
Navodi se da je ova vrsta bogata masnoćama, da sadrži visoke razine masnih kiselina (Demirci et al., 2001, Kafkas et al., 2007). Biljni ekstrakti imaju antifungalne i antimikrobne učinke, dok se uljni ekstrakti iz ove biljke koriste u nekim kozmetičkim sapunima. Osim toga, oleo-smola je korištena kao tradicionalni lijek za bolesti kože (npr. Žutica kao i opekline), Demirci et al., 2001. 
Plodovi se prodaju kao hrana ili izbušeni kao perle. Lišće se koristi za pripremanje ljekovitog čaja, a također se kuhanjem proizvodi žvakaća guma (Schafran i sur., 2012).